# Homocodon pedicellatum
Homocodon pedicellatum là loài thực vật có hoa trong họ Hoa chuông. Loài này được D.Y.Hong & L.M.Ma mô tả khoa học đầu tiên năm 1991.